# Bacúrov
Bacúrov este o comună slovacă, aflată în districtul Zvolen din regiunea Banská Bystrica. Localitatea se află la altitudinea de 452 m deasupra n.m., se întinde pe o suprafață de 9,6 km2 și în 2017 număra 171 de locuitori.

## Istoric
Localitatea Bacúrov este atestată documentar din 1255.

## Demografie
| An:                | 1994 | 2004    | 2014    | 2024   |
| ------------------ | ---- | ------- | ------- | ------ |
| Număr de persoane: | 98   | 121     | 164     | 159    |
| Diferență:         |      | +23,46% | +35,53% | −3,04% |

| An:                | 2023 | 2024   |
| ------------------ | ---- | ------ |
| Număr de persoane: | 158  | 159    |
| Diferență:         |      | +0,63% |